# AIGLX

GLX e AIGLX versus direct rendering.

O AIGLX é um projeto de software livre que pretende adicionar suporte à aceleração indireta de vídeo (GLX) para o X.org. Isto permite com que os gerenciadores de janela baseados em OpenGL (Compiz e Beryl (gerenciador de janelas)) executem diversos efeitos visuais nas janelas.
Está disponível no X.org versões 7.1 em diante. Distribuições Linux como o ubuntu 6.10, SuSE 10.2 e Mandriva 2007 já incluem suporte. Este suporte requer uma placa de vídeo 3D suportada pelo Linux, como as placas da ATI, nVidia e Intel.